# Myra Melford
Myra Melford (née le 5 janvier 1957 à Evanston dans l’Illinois) est une pianiste de jazz américaine. Elle enseigne actuellement[Quand ?] à l’université de Californie à Berkeley.

## Discographie
- Alive in the House of Saints (1993)
- Even the Sounds Shine (1995)
- The Same River, Twice (1996)
- Dance Beyond the Color (2000)
- The Image of Your Body (2006)
- The Whole Tree Gone (2010)
- Life Carries Me This Way (2013)
- Grand Piano Duo avec Alister Spence : Everything Here Is Possible (2014)
- Myra Melford + Ben Goldberg : Dialogue (BAG Production Records 2016)
- Alive in the House of Saints, Part 2 (hatOLOGY, 2018)
- Myra Melford / Snowy Egret: The Other Side of Air (2018) avec Liberty Ellman, Ron Miles, Stomu Takeishi, Tyshawn Sorey
- Live at The Stone, 12 from 25 BluRay DVD (2018)